# شعر ملی
این فهرستی از مقالاتی است که دربارهٔ شعر به یک زبان یا تولیدشده توسط یک ملت واحد است.
زبان‌های جهان دارای حجم وسیعی از شعر هستند که توسط چندین ملت (انگلیسی، فرانکوفونی، آمریکای لاتین، اروپای آلمانی‌زبان) ارائه شده‌اند، درحالی‌که برای زبان‌های کوچک‌تر، مجموعه شعر در یک زبان خاص، ملت یا قوم مرتبط با آن زبان، با شعر ملی یکسان خواهد بود.

## امروزی

### آسیا

#### خاورمیانه
- شاعران ایرانی
- پییوت: برای خواندن، سرودخوانی یا تلاوت در مراسم مذهبی است. بیشتر پیوتیم‌ها به زبان عبری یا آرامی هستند.
- شعر مدرن عبری

#### خاور نزدیک
- شعر عربی
- شعر آذربایجانی
- شعر فارسی
- شعر ترکی

#### جنوب آسیا
- شعر افغانستان
  - ادبیات پشتو
- شعر بنگلادشی
  - پوتی
- شعر هندی
  - شعر آسامی
  - شعر بنگالی
  - شعر گجراتی
  - شعر هندی
  - شعر کانادایی
  - شعر کشمیری
  - شعر مالایایی
  - شعر مراتی
  - شعر مییتی (شعر مانیپوری)
  - شعر نپالی
  - شعر راجستانی
  - شعر سندی
  - شعر تامیلی
  - شعر تلوگو
  - شعر اردو
  - شعر هندی به زبان انگلیسی
- شعر پاکستانی
  - شعر اردو

#### شرق آسیا
- شعر چینی
- شعر ژاپنی
- شعر کره‌ای
- شعر ویتنامی

#### جنوب شرقی آسیا
- شعر جاوه
- شعر تایلندی
- شعر فیلیپینی
- شعر سنگاپور
- شعر آسیای جنوب شرقی

### اروپا
- شعر آلبانیایی
- شعر حماسی بوسنیایی
- شعر بریتانیایی
  - شعر کورنیش
  - شعر انگلیسی
    - شعر کهن انگلیسی

  - شعر مانکس
  - شعر اسکاتلندی
  - شعر ولزی
    - شعر انگلیسی-ولزی
- شعر کاتالان
- شعر فنلاندی
- شعر فرانسوی
- شعر آلمانی
- شعر ایسلندی
- شعر ایرلندی
- شعر ایتالیایی
- فهرست شاعران لهستانی‌زبان
- شعر پرتغالی
- شعر رومانیایی
- شعر روسی
- شعر بلغاری
- شعر حماسی صربستان
- شعر اسلواکی
- شعر اسپانیایی
- شعر اوکراینی

### آمریکا
- شعر برزیلی
- شعر کانادایی
- شعر آمریکای لاتین
- شعر مکزیکی
- شعر پرو
- شعر ایالات متحده
- شعر پورتوریکویی

### آفریقا
- شعر مالاگاسی
- شعر آفریقای جنوبی
- شعر سواحیلی

## تاریخی
- راپسودی
- ریشی
- شعر سانسکریت
- شعر حماسی هندی
- سخن‌سرایی
- اسکالد
- شعر آلمانی
- شعر کهن اسکاندیناوی
- شعر کتاب مقدس
- شعر حماسی عبری
- غزل
- شعر لاتین